# Artena (geslacht)
Artena is een geslacht van vlinders van de familie spinneruilen (Erebidae), uit de onderfamilie Catocalinae.

## Soorten
- A. angulata Roepke, 1938
- A. certior Walker, 1858
- A. dotata Fabricius, 1794
- A. durfa Plötz, 1880
- A. inversa Walker, 1858
- A. lacteicincta Hampson, 1912
- A. occidens Hampson, 1913
- A. ochrobrunnea Strand, 1914
- A. rubida Walker, 1864
- A. submira Walker, 1858